# Castel di Sasso
Castel di Sasso là một đô thị và thị xã của Ý. Đô thị này thuộc tỉnh Caserta trong vùng Campania. Castel di Sasso có diện tích 20,3 km2, dân số theo ước tính năm 2004 của Viện thống kê quốc gia Ý là 1207 người. Castel di Sasso cách Napoli 40 km về phía bắc và cách Caserta 14 km về phía tây bắc.
Các đơn vị dân cư:
Đô thị Castel di Sasso giáp với các đô thị: Caiazzo, Capua, Liberi, Piana di Monte Verna, Pontelatone.